# Симулятор гибких насосно-компрессорных труб
Симулятор гибких насосно-компрессорных труб (симулятор ГНКТ) — промышленное программное обеспечение для математического моделирования и анализа процесса проведения технологических операций с применением ГНКТ.
С помощью ГНКТ в нефтяных и газовых скважинах выполняются разнообразные технологические операции: промывка ствола и нормализация забоя, вызов притока и освоение скважины, фрезерование сужений для восстановления проходного сечения, ловильные работы, установка и разбуривание цементных мостов и пакер-пробок, кислотные обработки, геофизические исследования, гидропескоструйная перфорация и другое.
Симуляторы ГНКТ применяются в нефтегазовой отрасли в процессах планирования, контроля и анализа применения технологии ГНКТ.
Основные функции симуляторов ГНКТ:
- расчет напряженно-деформированного состояния гибкой трубы
- расчет условий потери механической устойчивости гибкой трубы
- расчет гидравлики - однофазного и многофазного течения в гибкой трубе и внешнем затрубном пространстве
- расчет переноса многофазной средой твердых взвешенных частиц
- расчет влияния гидравлики на напряженное состояние гибкой трубы
- расчет условий формирования критического напряженного состояния гибкой трубы и возникновения пластических деформаций
- расчет накопленного усталостного износа и разрушения металла гибкой трубы
- сбор, обработка и визуализация параметров проведения операций с ГНКТ в реальном времени
- база данных свойств жидкостей и газов, гибких труб, наземного и навесного оборудования

Наибольшее распространение на мировом и российском (до 2021 года) рынках  имели несколько программных продуктов: Cerberus, CIRCA, CoilCADE, Medco, InSite for Well Intervention design software.
Отечественные симуляторы ГНКТ, позволяющие решать производственные задачи, находятся в стадии разработки, апробации и внедрения.

В 2020 году «Роснефть» сообщила, что выпустила промышленную версию отечественного симулятора ГНКТ "РН-ВЕКТОР", а в 2022 году объявила о выходе второй модернизированной версии симулятора и 100% переходе внутреннего сервиса по услугам ГНКТ на применение симулятора "РН-ВЕКТОР". 
1. ↑  Cerberus Modeling Software (англ.). www.nov.com. Дата обращения: 27 июля 2020. Архивировано 28 июля 2020 года.
2. ↑  Coiled Tubing Software (англ.). Baker Hughes, a GE Company. Дата обращения: 27 июля 2020. Архивировано из оригинала 27 июля 2020 года.
3. ↑  CoilCADE Coiled Tubing Design and Evaluation Software. Дата обращения: 27 июля 2020. Архивировано из оригинала 27 июля 2020 года.
4. ↑  Medco. medcotas.com. Дата обращения: 27 июля 2020. Архивировано 27 июля 2020 года.
5. ↑  [https://www.halliburton.com/content/dam/ps/public/bc/contents/Brochures/web/Insite-Well-Intervention-Design-Software-H012902.pdf Halliburton’s InSite
for Well Intervention design software]. Дата обращения: 27 июля 2020. Архивировано 27 июля 2020 года.
6. ↑  CoilPRO - ПО для моделирования работ с использованием комплекса гибкая труба (ГНКТ). wellssoft.com. Дата обращения: 27 июля 2020. Архивировано из оригинала 27 июля 2020 года.
7. ↑  Разработка симулятора для моделирования технологических операций с гибкими НКТ. oil-industry.net. Дата обращения: 27 июля 2020. Архивировано 27 июля 2020 года.
8. ↑  РН-ВЕКТОР | RN.Digital. rn.digital. Дата обращения: 7 октября 2020. Архивировано из оригинала 9 октября 2020 года.
9. ↑  «Роснефть» совершенствует технологии компьютерного моделирования. Дата обращения: 6 июня 2022. Архивировано 8 декабря 2020 года.
10. ↑  «Роснефть» развивает технологии применения гибких труб.